# 18 novembre dans les chemins de fer
18 octobre 18 décembre
Chronologies thématiques
- Croisades
- Sports
- Disney

Cette page concerne les événements qui se sont déroulés un 18 novembre dans les chemins de fer.

## Événements

### XIXesiècle
- 1822 : en Angleterre, mise en service du Hetton colliery railway, chemin de fer privé de 13 km de long, ouvert par la Hetton Coal Company à Hetton Lyons, dans le comté de Durham. Cette ligne entièrement nouvelle est conçue par George Stephenson et est le premier chemin de fer prévu sans traction hippomobile, par différents moyens mécaniques et gravitaires. La ligne est à l'écartement conçu par Stephenson pour le chemin de fer de Killingworth, 1435 mm, futur écartement standard.
- 1850 : en Belgique : inauguration du premier tronçon de la ligne 125.
- 1891 : en France : ouverture du tronçon Saint-Maurice-sur-Moselle - Bussang

### XXesiècle
- 1918 : en Belgique, explosion d'un train de munitions de l'armée allemande, en gare de Hamont[1] (dans l'actuelle ville belge d'Hamont-Achel, dans la province de Limbourg)

### XXIesiècle
- 2006 : en France, inauguration du tram-train entre Aulnay-sous-Bois et Bondy, sous le numéro de ligne T4.
- 2023 : en France, un incendie détruit la sous-station électrique du garage-atelier de la ligne B du métro de Rennes, immobilisant la ligne pendant plus d'un mois, jusqu'au 22 décembre suivant.

## Anniversaires

### Décès
- 1969 : Pierre Massenet, ingénieur et haut fonctionnaire français[2],[3], président de RATP de 1959 à 1964 (° 26 juin 1900).